# Fiamme di Parigi
Fiamme di Parigi è un balletto da quattro atti coreografato da Vasilij Vajnonen con la musica di Boris Asaf'ev basato sulle canzoni della Rivoluzione francese. Il libretto di Nikolaj Volkov e Vladimir Dmitriev è basato sul libro di Felix Gras Les Marceliers.
È stato esibito in anteprima al Teatro Mariinskij di San Pietroburgo il 7 novembre 1932, con Natalija Dudinskaja nel ruolo di Mireille de Poitiers, Vakhtang Chabukiani nel ruolo di Jérôme, Olga Jordan nel ruolo di Jeanne, Nina Anisimova nel ruolo di Thérèse, e Konstantin Sergeev nel ruolo di Mistral. Il direttore fu Jurij Fajer.
Il Balletto Bol'šoj ha esordito invece al Teatro Bol'šoj di Mosca il 6 luglio 1933, con Aleksej Ermolaev (Jérôme), Anastasija Abramova (Jeanne), Nadežda Kapustina (Thérèse) e Marina Semënova (Mireille de Poitiers).
La produzione e la coreografia originale sono state restaurate nel 2008 da Aleksej Ratmanskij per il Balletto Bol'šoj.

## Antefatto
Fiamme di Parigi è un balletto cosiddetto "rivoluzionario", perché prende come soggetto la Rivoluzione francese, includendo nello scenario la giornata del 10 agosto 1792.
Anche se è ambientato nella Francia del XVIII secolo, è la perfetta illustrazione del balletto russo nel periodo compreso tra gli anni 1920 e 1930, proprio perché ci fu uno sforzo deciso per trovare dei soggetti nella storia mondiale che riflettessero la situazione più immediata nell'Unione Sovietica, e per mostrare che la Rivoluzione d'ottobre era parte di più movimenti universali ed eventi storici.

## Trama
In una foresta vicino Marsiglia il contadino Gaspard e i suoi figli, Jeanne e Pierre, stanno raccogliendo legna da ardere. Sopraggiunge un Conte con il suo gruppo di cacciatori; i contadini fuggono, ma Jeanne attrae l'attenzione del Conte, il quale tenta di abbracciarla. Suo padre interviene, ma viene picchiato dal servitore del Conte e portato via.
Nella piazza di Marsiglia Jeanne racconta alla gente quanto accaduto a suo padre; i cittadini, indignati per le ingiustizie dell'aristocrazia, assaltano il carcere e liberano i prigionieri del Marchese di Beauregard.
Alla reggia di Versailles una rappresentazione dell'Opéra reale di Versailles viene seguita da un lussuoso banchetto. I funzionari di corte presentano al re una petizione formale in cui chiedono il permesso di reprimere i rivoltosi. Antoine Mistral, un attore dell'Opéra, scopre il documento segreto e viene per questo ucciso dal Marchese di Beauregard. Prima di morire riesce a passare la petizione a Mireille de Poitiers, che scappa dal palazzo mentre dalle finestre si sente cantare La Marsigliese.
La scena si sposta a Parigi, dove si prepara una rivolta e l'assalto al Palazzo delle Tuileries. Mireille si precipita lì con il documento che rivela la cospirazione contro la rivoluzione, e viene applaudita per il coraggio avuto. Arrivano gli ufficiali del Marchese; Jeanne, riconoscendo l'uomo che l'ha insultata nel bosco, corre da lui e lo schiaffeggia. La folla attacca gli aristocratici. Al suono delle canzoni della Rivoluzione, il popolo assalta il palazzo e irrompe nelle scale dell'ingresso. Jeanne attacca il Marchese, che verrà poi ucciso da Pierre, mentre la ragazza basca Thérèse viene colpita a morte.
Infine, ritornando nella piazza di Parigi, la gente celebra la loro vittoria contro i difensori dell'Ancien Régime.

## Analisi
Nel creare la coreografia per questo balletto, Vainonen e Asafyev si sono ispirati a molte fonti.
Fiamme di Parigi fonde ballate classiche con quelle popolari, pantomimo, esibizioni soliste e scene di gruppo.
Per la parte di Thérèse, per esempio, viene scelta Anisimova (che perlopiù ballava solo balli caratteristici) per esporre forti ed espressivi movimenti folcloristici che simboleggiano l'energia e lo spirito della folla.
D'altro canto, i balli per Philippe, uno dei marsigliesi, e la sua sposa sono puramente classici: i due fanno un pas de deux alla Petipa.
Nella scena alla Reggia di Versailles c'è una grande quantità di mimo tradizionale e Maria Antonietta balla il minuetto.
Come ulteriore tecnica per riporre la danza classica in questo balletto, Vainonen inventò i ruoli di Mireille de Poitiers e Antoine Mistral, che sono invitati dal re ad esibirsi al banchetto con un pas de deux: il motivo di queste invenzioni è per mostrare il loro virtuosismo nel ballare. Naturalmente sono dalla parte dei rivoluzionari, infatti dopo l'assalto al palazzo vengono raggiunti da altre persone per eseguire variazioni e code.